# Stipagrostis foexiana
Stipagrostis foexiana är en gräsart som först beskrevs av René Charles Maire och Ernst Wilczek, och fick sitt nu gällande namn av De Winter. Stipagrostis foexiana ingår i släktet Stipagrostis och familjen gräs. Inga underarter finns listade i Catalogue of Life.